# スアイブ・マル
スアイブ・マル（Souaibou Marou, 2000年12月3日 - ）は、カメルーン・ガルア出身のサッカー選手。オーランド・パイレーツ所属。カメルーン代表。ポジションはFW。

## 経歴
カメルーンのコトンスポールでキャリアをスタートさせ、リーグ優勝とCAFチャンピオンズリーグのグループステージ進出に貢献した。
2022年10月、カメルーンのサッカー選手として2022年度のカメルーン男子バロンドールを受賞した。
2022 FIFAワールドカップのカメルーン代表のメンバーに選出された。

## 代表歴

### 出場大会
- カメルーン代表
  - 2022 FIFAワールドカップ

### 試合数
- 国際Aマッチ 3試合 1得点（2022年）[5]

| カメルーン代表 | 国際Aマッチ | 国際Aマッチ |
| 年             | 出場        | 得点        |
| -------------- | ----------- | ----------- |
| 2022           | 3           | 1           |
| 通算           | 3           | 1           |